# Gymnangium tubuliferum
Gymnangium tubuliferum is een hydroïdpoliep uit de familie Aglaopheniidae. De poliep komt uit het geslacht Gymnangium. Gymnangium tubuliferum werd in 1914 voor het eerst wetenschappelijk beschreven door Bale. 